# Emily Beatty
Emily Beatty (18 augustus 1993) is een Iers hockeyspeler.

## Levensloop
Beaty was actief bij Old Alex HC en UCD HC alvorens ze in 2016 de overstap maakte naar het Belgische KHC Dragons. Na een seizoen bij deze club keerde ze terug naar de Ierse competitie om aan de slag te gaan bij Pembroke Wanderers HC.
Daarnaast is ze actief in het Iers hockeyteam. Met de nationale ploeg behaalde ze onder meer zilver op het wereldkampioenschap van 2018.